# Stazione di Montebelluna
La stazione di Montebelluna è una stazione ferroviaria posta sulla linea Calalzo-Padova a servizio dell'omonima città. Vi si dirama la linea per Treviso.

## Storia

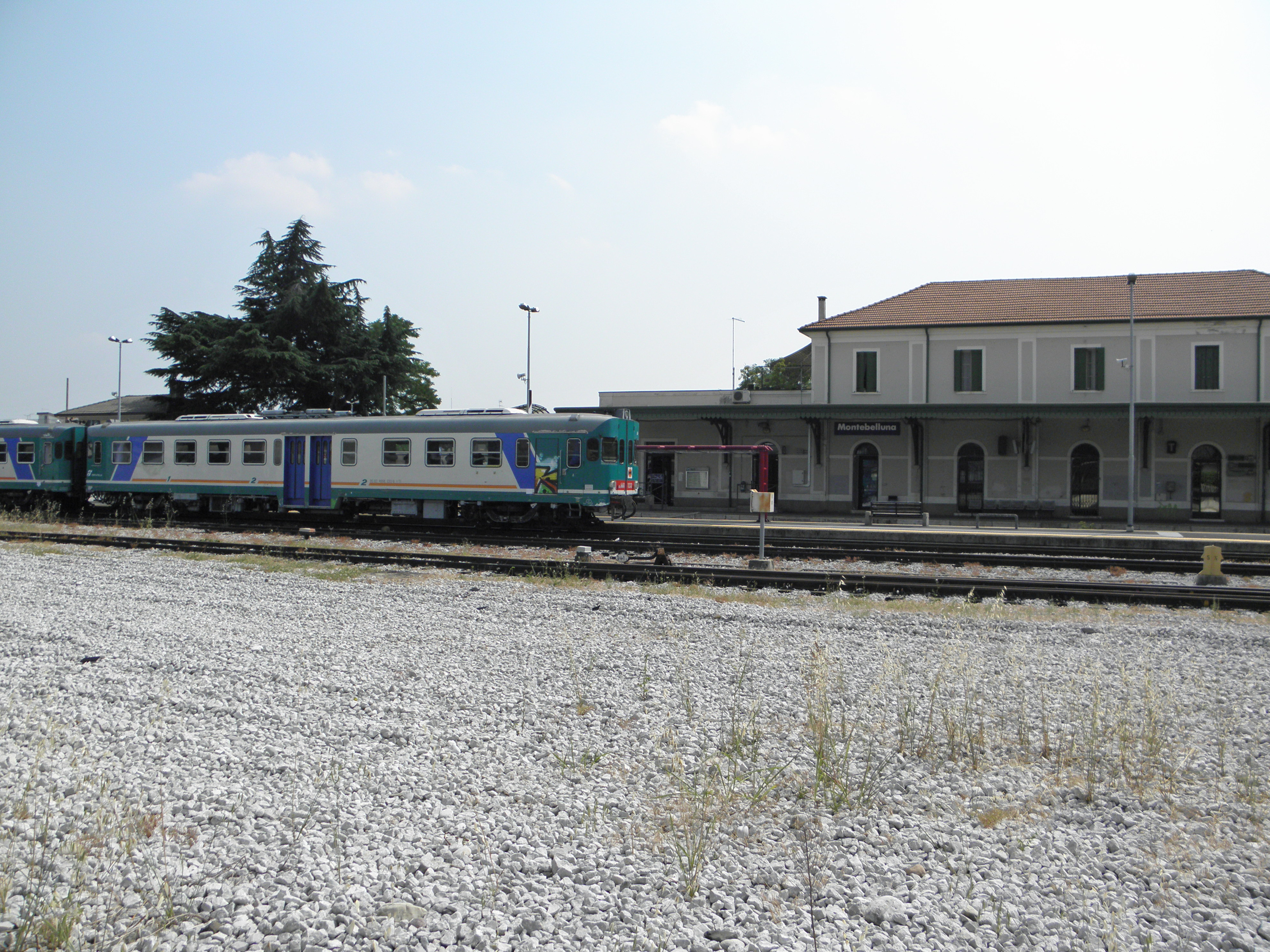
Montebelluna nel 2015, prima dell'elettrificazione

Fu aperta nel 1884 quando venne attivata la tratta della linea da Treviso a Cornuda dalle Strade Ferrate Meridionali.
Dal 1916 a Montebelluna si attestò la linea Montebelluna-Susegana, realizzata per finalità prevalentemente militari e soppressa nel 1966.
Fra il 1913 e il 1931 l'impianto era comune alle tranvie Montebelluna-Asolo e Montebelluna-Valdobbiadene, gestite dalla Società Veneta, il cui deposito-officina trovava sede sul piazzale antistante il fabbricato viaggiatori, nell'area adibita ad autostazione.
L'11 luglio 1960 il treno militare 9311 proveniente da Feltre e diretto a Spilimbergo entrò in collisione alle ore 11:58 con il treno viaggiatori 578, fermo nella stazione di Montebelluna. Il treno militare, composto da una locomotiva Gr. 740 e 28 carri merce, dei quali gli ultimi trasportavano carri armati, trovando un ostacolo inamovibile qual era la massa delle due locomotive in testa al convoglio viaggiatori, si accartocciò su sé stesso. Si contarono 3 giovani militari morti e più di una cinquantina di feriti.
Fino al 1993 era attivo lo scalo merci, poi spostato a Cornuda.

## Strutture e impianti
La stazione è gestita da Rete Ferroviaria Italiana.
Il fabbricato viaggiatori ospita al suo interno biglietteria, sala d'attesa, deposito bagagli (non più utilizzato), sala relè ed ufficio Movimento con banco ACEI, normalmente impresenziato e in telecomando dal DCO di Mestre, postazione Cadore.
L'edificio è strutturato su due piani: il piano terra è adibito ad uso ferroviario mentre il primo è adibito ad abitazione privata a sud, e sala a disposizione per associazioni a nord.
Il fabbricato è del tutto simile a quello della Stazione di Bassano del Grappa. Anche a Montebelluna era presente la torre idrica, poi eliminata così come le colonne idriche per il rifornimento delle locomotive a vapore.
A sud è ancora presente la pesa ferroviaria a ponte, in prossimità dell'ex magazzino merci della stazione, utilizzato come deposito materiali RFI.
I binari passanti sono 4 e sono raggiungibili tramite sottopassaggio. Il 1º binario è protetto da una pensilina in metallo. Nell'agosto 2018 sono stati realizzati i lavori di costruzione del nuovo marciapiede a servizio del binario 4 che dal novembre 2018 è utilizzato per il traffico da/per Treviso. Il binario 5 tronco è secondario ed impiegato per il ricovero di carrelli o treni cantiere.
Il 18 febbraio 2023 è stato aperto il sottopasso ferroviario, permettendo così la soppressione dello storico Passaggio a Livello di stazione .

## Movimento
La stazione è servita da treni regionali svolti da Trenitalia nell'ambito del contratto di servizio stipulato con la Regione Veneto.
Il 13 dicembre 2020 sono entrati in servizio i primi convogli elettrici sulla linea Montebelluna-Padova.
Con il cambio orario estivo 2021, i materiali Diesel operanti sono gli ALn501/502 Minuetto e ATr220 Swing affiancati agli elettrici E.464 e Flirt 340/343/360; questi ultimi hanno sostituito i rotabili leggeri ALn668 e le locomotive D.445, materiali che hanno fatto la storia sulla linea per Belluno.
Dal cambio orario invernale 2022, svolgono servizio commerciale regolare anche gli ETr521 Rock e ETr104 POP .
Due volte l'anno viene organizzato un viaggio con treno storico con mezzi dati in concessione dalla Fondazione FS.

## Servizi
La stazione, classificata da RFI nella categoria silver, dispone dei seguenti servizi:
- Bar
- Biglietteria a sportello (Trenitalia e Mobilità di Marca)
- Biglietteria automatica
- Ciclostazione coperta
- Parcheggio di scambio gratuito
- Sala d'attesa
- Servizi igienici
- Sottopassaggio pedonale

## Interscambi
La stazione ha a disposizione un paio di piazzole per i taxi e condivide l'area con l'autostazione.
- Autostazione autobus urbani e extraurbani Mobilità di Marca
- Parcheggio max 30' per carico/scarico
- Stazione taxi

## Autostazione
L'autostazione di Montebelluna è adiacente all'omonima stazione ferroviaria e quindi ne condivide l'accesso tramite viale "della Stazione" per "Piazza IV Novembre", tuttavia questa strada funge solo da uscita per gli autobus, poiché l'accesso è collocato in via Risorgimento tramite una rampa. Le corsie presenti sono 4 e sono tutte al coperto ed illuminate, qui fermano i bus delle linee più frequenti (della ex La Marca) mentre le linee urbane ed ex CTM (contrassegnate dal numero 200 in poi) fermano nell'area rialzata lungo i binari. Nella corsia 1 invece fermano i bus della Caverzan (integrata da M.O.M.) con le sue 3 linee.